# Вуд, Роберт Вильямс
Роберт Уильямс Вуд (англ. Robert Williams Wood; 2 мая 1868, Конкорд — 11 августа 1955, Амитивилл, штат Нью-Йорк) — американский физик-экспериментатор.

## Биография
Родился Роберт Уильямс Вуд 2 мая 1868 в Конкорде, штат Массачусетс, США. В молодости посетил Москву, был на Нижегородской ярмарке, путешествовал по Транссибирской магистрали. В 1891 году окончил Гарвардский университет. В 1901—1938 — профессор университета Дж. Хопкинса в Балтиморе.
В 1907 году Вуд оторвался от науки, чтобы создать «руководство по флорнитологии для начинающих», озаглавленное: «Как отличать птиц от цветов».
В 1915 году совместно с Артуром Трейном опубликовал научно-фантастический роман «Человек, который потряс Землю» (The Man Who Rocked the Earth).
В 1934 году был избран вице-президентом, а в 1935 — президентом Американского физического общества.

## Научный вклад
Основным полем интересов Вуда была физическая оптика:
- открыл и исследовал оптический резонанс (1902)
- открыл резонансное излучение паров ртути в ультрафиолетовой области
- открыл и изучил поляризацию резонансного излучения и её зависимость от магнитного поля
- впервые изготовил телескоп с вращающимся параболическим зеркалом из жидкой ртути, исследовал его преимущества и ограничения
- впервые изготовил стеклянный светофильтр, пропускающий ультрафиолетовые лучи и непрозрачный для видимого света — «стекло Вуда»
- практически доказал возможность создания дисторсирующих сверхширокоугольных объективов с полусферическим обзором (1906)
- впервые сделал снимки Луны в ультрафиолетовом свете и показал, что наиболее тёмной в этой части спектра является часть, называемая плато Аристарх (1909)
- первым начал проводить фотосъёмку в ультрафиолетовой и инфракрасной частях спектра: считается «отцом» такой фотографии
- впервые сфотографировал флуоресценцию под действием ультрафиолетового излучения
- сконструировал «лампу Вуда», излучающую только в ультрафиолетовом диапазоне
- обнаружил высокую отражательную способность зелёных растений при инфракрасной съёмке — «эффект Вуда»
- усовершенствовал дифракционную решетку
- открыл оптический эффект дифракции, называемый аномалией Вуда; первое объяснение было дано Рэлеем (1907), интерпретация в терминах поверхностных плазменных поляритонов дана У. Фано (1941)
- исследовал ультразвуковые колебания и их влияние на жидкие и твёрдые тела

Распространено заблуждение, что Роберт Вуд изобрёл так называемый сплав Вуда с низкой температурой плавления (на что могло повлиять и упоминание розыгрыша со сплавом в его биографии, написанной У. Сибруком), однако реально сплав был изобретён ещё до рождения будущего физика его однофамильцем, американским дантистом Барнабасом Вудом.
Вуд также участвовал как эксперт-криминалист в ряде расследований, в том числе, в расследовании взрыва на Уолл-стрит в 1920 году

## Почётные звания и степени
- Доктор права (LL. D.) Университета Кларка
- Доктор права (LL. D.) Бирмингемского университета, Великобритания
- Доктор права (LL. D.) Эдинбургского университета, Великобритания
- Доктор философии (Ph. D.) Берлинского университета
- иностранный член Лондонского королевского общества (1919)
- почётный член Лондонского оптического общества
- член-корреспондент Гёттингенской Королевской академии
- иностранный член Академии Линчи, Рим
- иностранный почётный член Академии наук СССР (1930)
- член Национальной академии наук США (1912)
- член Американской академии искусств и наук
- член Философского общества
- член Физического общества
- почётный член Королевского института, Лондон
- почётный член Лондонского физического общества
- иностранный член Шведской Королевской академии
- иностранный член Индийской ассоциации наук

## Награды
- медаль Королевского общества искусств за использование дифракции в фотографии (1899)
- Медаль Джона Скотта Института Франклина за работы по дифракции в цветной фотографии (1908)
- Премия Румфорда Американской академии искусств и наук за исследования оптических свойств паров металлов (1909)
- медаль Дж. Трэйла Тейлора за развитие фотографии в невидимых лучах (1910)
- Медаль и премия Гутри (1914)
- Медаль Маттеуччи за выдающиеся достижения в науке (1918)
- Медаль Фредерика Айвса Американского оптического общества за вклад в физической оптике (1933)
- Медаль Румфорда Королевского общества за работы по физической оптике (1938)
- Медаль Генри Дрейпера Национальной академии наук США за вклад в астрофизику и спектроскопию (1940)

## Памятные наименования
- Кратер Вуд на обратной стороне Луны назван в его честь
- Премия Вуда